# Crassula cordata
Crassula cordata (Thunb., 1778) è una pianta succulenta appartenente alla famiglia delle Crassulaceae, endemica del Sudafrica.
L'epiteto specifico cordata deriva dal latino cordus, ossia "cuore", e -ata, "a forma di", con riferimento alla forma delle foglie.

## Descrizione

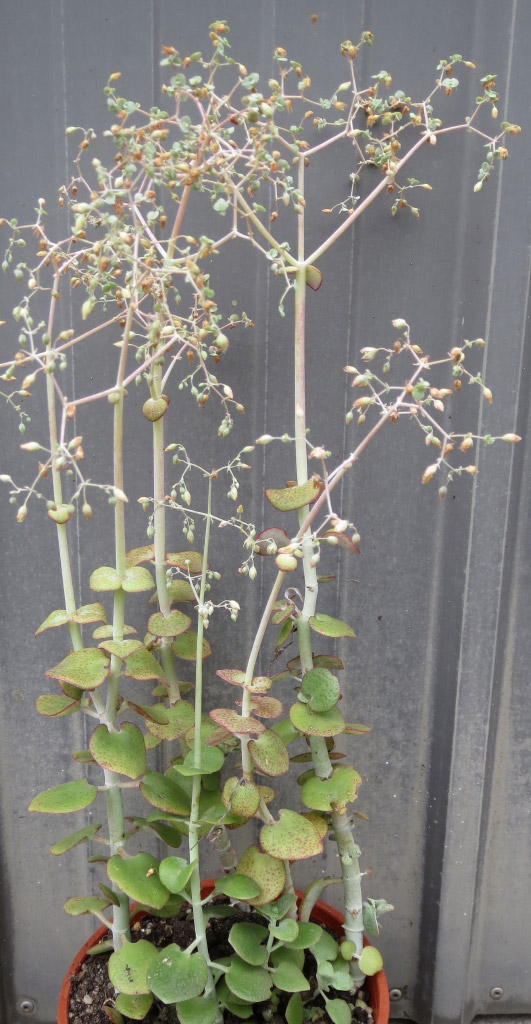
Esemplare di C. cordata in fiore.

C. cordata è una pianta perenne formata da steli eretti o ascendenti, che possono raggiungere i 30 centimetri d'altezza, e sono di colore grigio verde oppure dall'aspetto più legnoso. Presentano alcune rade ramificazioni e anche le foglie più vecchie non sono decidue.
Le foglie sono unite agli steli attraverso dei piccioli lunghi tra 2 e 8 millimetri e sono di forma largamente ovata, misurando tra 10 e 25 mm in lunghezza, per 8–20 mm in larghezza. Presentano estremità da acute ad ottuse, faccia superiore piatta ed inferiore convessa, e sono di colore grigio verde, con alcune macchie e margini rossastri.
Le infiorescenze a tirso, che si sviluppano tra luglio ed ottobre, sebbene molto allungate mantengono una forma arrotondata e sono sorrette da un peduncolo lungo da 3 a 15 cm. Col passare del tempo sulle infiorescenze più vecchie si svilupperanno delle gemme avventizie, producendo nuove foglie.
I fiori hanno un calice composto da sepali di forma triangolare, lunghi 1–2 mm, e con estremità da smussate ad acute. Sono inoltre leggermente carnosi, glabri e di colore grigio-verdastro, con alcune sfumature rossastre. La corolla è a forma di stella, di colore da crema a giallo chiaro, con sfumature rosa e composta da petali fusi tra loro alla base per circa 0,2 mm. Questi sono di forma ellittico-lanceolata, lunghi 4–5 mm per circa 1 mm in larghezza, dalle estremità appuntite e leggermente ripiegate. Hanno una superficie increspata e si estendono perpendicolarmente rispetto ai pedicelli. Gli stami portano delle antere di colore giallo.
Una forma leggermente diversa di questa specie, precedentemente classificata come Crassula glauca (Schönland, 1929), presenta steli striscianti, con le estremità rialzate. È meno diffusa, e la si può trovare principalmente nella parte orientale dell'areale della specie.

## Distribuzione e habitat
C. cordata è una specie endemica del Sudafrica nella Provincia del Capo Orientale e nel KwaZulu-Natal. In particolare la si può trovare nell'area compresa tra l'insediamento di Humansdorp e la parte della meridionale della provincia del KwaZulu-Natal.
È particolarmente diffusa tra la vegetazione arbustiva secca tipica di fynbos, macchia di Albany e la fascia costiera dell'Oceano Indiano, al riparo di alberi o di rado in burroni e gole rocciose.

## Coltivazione
In genere le Crassula richiedono un terreno povero di componente organica e ricco di minerali, ben drenante in modo da evitare i ristagni idrici che potrebbero uccidere la pianta. Annaffiare solo a terreno ben secco.
È una pianta originaria di aree incluse nelle USDA Hardiness Zones da 9b ad 11b, pertanto non dovrebbe essere esposta a temperature inferiori a 10 °C e comunque mai al di sotto dei -3,9 °C. Preferisce difatti una posizione soleggiata.